# Mesaphorura redondoi
Mesaphorura redondoi is een springstaartensoort uit de familie van de Tullbergiidae. De wetenschappelijke naam van de soort is voor het eerst geldig gepubliceerd in 1994 door Arbea & Jordana.